# Amy Kreutzkamp-Schotel
Amy Kreutzkamp-Schotel (Bandoeng, 18 juni 1927 – Heerlen, 15 december 2020) was een Nederlands politica namens de KVP en het CDA. Ze was lid van de Provinciale Staten van Limburg en van de Eerste Kamer. Ze was tevens landelijk voorzitster van het Katholiek Vrouwengilde.

## Biografie
Amy Schotel was een dochter van Hendrik Schotel en van Leonie Esjeliene von Balluseck, uit de familie Von Balluseck. Haar middelbare schoolopleiding genoot ze deels in Batavia en Semarang. Tijdens de Japanse bezetting van Nederlands-Indië werd het gezin geïnterneerd. Ze verbleef kort in het Australische Perth. Ze begon  haar academische studie in 1946 aan de Rijksuniversiteit Utrecht alwaar ze de studie Geneeskunde volgde. Acht jaar later volgde het diploma voor het artsexamen. Haar standplaats werd Heerlen, waar ze coassistent was in het Sint-Jozefziekenhuis (Heerlen) en zich specialiseerde tot internist. Ze was in 1954 gehuwd met studiegenoot H.J. (Hein) Kreutzkamp die in Heerlen werkte als zenuwarts en bij de reclassering. Vanwege het moederschap stopte ze al snel met haar carrière en was nog wel deeltijd werkzaam bij de reclassering.
Namens de KVP zat ze vanaf 1970 tot 1979 in de Provinciale Staten van Limburg. In dat laatste jaar werd ze voorzitter van de Provinciale Raad voor de Volksgezondheid. Per 18 september 1979 werd Kreutzkamp-Schotel tussentijds lid van de Eerste Kamer nadat Wim Vergeer toetrad tot het Europees Parlement. Kreutzkamp-Schotel roerde zich binnen het emancipatiebeleid binnen de ministeries, ook vanuit het Katholiek Vrouwengilde, waarvan ze in 1975 landelijk voorzitster was geworden. Vanaf 1964 was ze reeds voorzitster van de afdeling Heerlen. Na de Eerste Kamerverkiezingen 1980 keerde ze niet terug en haar Kamerlidmaatschap eindigde per 15 september. In april 1982 nam Kreutzkamp-Schotel afscheid als landelijk voorzitster van het Katholiek Vrouwengilde. Ze was ook actief als voorzitster van het CDA Vrouwenberaad. In 1995 werd ze benoemd tot ridder in de Orde van Oranje-Nassau.
- Parlement.com: vg09llmfqcz2